# 白俄罗斯钾肥厂
白俄罗斯钾肥（俄语：Беларуськалий）是一家白俄罗斯化学企业，位于明斯克州萨利霍尔斯克，是世界最大的钾肥生产企业之一，产量占全世界总产量的15%，世界排名第二。企业成立于1963年，2017年职工人数为16300人。2013年起与中国米高集团开展合作。
2021年，美國宣佈向白俄罗斯钾肥厂實施制裁。